# Mihai Alexandru
Mihai Alexandru (n. 9 noiembrie 1965, București) este un compozitor (membru al Uniunii Compozitorilor din România), producător, chitarist, muzician și solist vocal român.

## Biografie și activitate artistică
A urmat Liceul de Artă George Enescu, secția violoncel, iar apoi Conservatorul de stat Ciprian Porumbescu, la secția Pedagogie Muzicală, în paralel urmând cursuri de Dirijat de Orchestră (prof. Petru Andriesei) și canto clasic (prof. Daniela Slușanschi).
A debutat la varsta de 18 ani cu grupul Sui Generis, iar apoi la 20 ani a devenit membru al trupei IRIS, cu care a înregistrat două albume, trei dintre piese fiind compuse de el însuși: Frumusetea ta, Ploaia de vise, Ultima toamnă.
A fost chitarist de succes al formației Iris. Devine compozitor, iar în 1989 o întâlnește pe Nicola și o lansează în lumea muzicala, compunându-i câteva piese ce devin în scurt timp hituri ale anilor ’90 si 2000, fiind cuprinse în cele 5 albume de succes înregistrate împreună: Cu tălpile goale - 1999, Milioane  - 2000, Lângă mine  - 2002, Don’t break my heart  - 2003, Dincolo de noapte e zi  - 2003, Îți multumesc - 2004, Honey - 2005 și De mă vei chema  - 2005.
Prezent în juriile celor mai importante festivaluri cum ar fi Eurovision, Mamaia, Cerbul de aur, etc. A avut colaborări cu soliștii vechi și noi ai țării,  cum ar fi: Nicola, Laura Stoica, Luminița Anghel, Marcel Pavel, Marina Florea, Daniela Vlădescu, Aurelian Temișan, Mihai Constantinescu, Adrian Daminescu, Carmen Trandafir, Mihaela Mihai, Luminița Dobrescu, Corina Chiriac, Doina Spătaru, Nico, Andra, Alina Sorescu, Raluca Ocneanu, Bogdan Dima, Alin Pascal, Alexa, grupurile Iris, Proconsul, Leo Iorga și Pacifica, Body and Soul, No Comment, No Name, Blondy, Morometzii.
A participat în numeroase emisiuni TV ca artist și compozitor al interpretilor, fiind totodată realizator de generice.
Mihai Alexandru a participat ca mentor la emisiunea (Talent show) Provocarea starurilor de la TVR 1, in anul 2019.
A dezvoltat proiectul Al Mike Pepiniera care se adreseaza exclusiv copiilor si adolescentilor. Mihai Alexandru a scris numeroase piese pentru copii si adolescenti, multe dintre acestea fiind premiate la diferite festivaluri din Romania si din alte tari.Mihai Alexandru face parte din majoritatea juriilor ale festivalelor de copii si adolescenti din Romania.

## Premii
Prezent de 19 ori în finala națională Eurovision mai întâi cu Nicola:  piesa Balerina 1992, apoi Doar amintiri 1994, Undeva departe esti tu 1996,
Nicola,  Laura Stoica, Luminita Anghel, Daniela Vladescu, Aurelian TemisanI - Europa 1998,
Nicola - I feel good 1999,
Nicola -  I do 2002,
În  anul 2003 câștigă selecția cu piesa Don’t break my heart  interpretată de Nicola, și reprezintă România la Eurovision în Letonia la Riga, ocupând locul 10.
Au mai urmat doua selecții naționale la care a ocupat locul 3 cu piesa „Brand new feeling” 2006 (avându-l coautor pe Mark Pfeling - Belgia și textier pe Jamie Winchester - Irlanda), solista Dora 
Trupa Pacifica cu Leo Iorga si piesa „Prea mici sunt cuvintele” 2008,
Alexa - „Baby”  2010, 
Mihai Alexandru feat Bogdan Dima „Bang Bang” 2011, 
Raluca Ocneanu „Time is on my side” 2012,
Renee Santana „What is love” 2013
Renee Santana feat Mike Diamondz „Letting go” 2014.
Timebelle „Singing about love” (finala Elvetia) 2015,
Aurelian Temisan feat Alexa - „Chica latina” 2015,
Illinca feat Alex Florea - „Yodel it!” 2017 cu care a reprezentat Romania la Kiev, clasandu-se pe locul 7.
Alexia si Matei - „Walking on water” 2018,
Laura Bretan - „Dear Father” 2019
Premii în Festivalul MAMAIA: 2001 - Locul I cu piesa “Întinde mana”, cântată de No Name, 2002 - locul II cu piesa “Lângă mine”, solistă Nicola, 2006 - locul II cu piesa “Acolo unde știi”, interpretată de Proconsul, 2007 - locul II cu piesa “Cum te pot iubi” cântată de Bogdan Dima, locul I în anul 2008 cu piesa “Dă-mi o bere”, soliști Mihai Alexandru și 1-Q Sapro.
Multe premii (inclusiv trofeul) obtinuțe de artistii străini la Festivalul „Cerbul de aur”, au fost castigate de aceștia interpretând piese compuse de Mihai Alexandru. Tot în cadrul acestui festival în 1997, el a avut onoarea să-și vadă o piesă interpretată de Cristina Aguilera, aceasta avînd doar 15 ani și reprezentând S.U.A.
În 2014 a obținut premiul Compozitorul anului, la GALA PREMIILOR ANUALE ALE REVISTEI „ACTUALITATEA MUZICALĂ” A UNIUNII COMPOZITORILOR ȘI MUZICOLOGILOR DIN ROMÂNIA PE ANUL 2014 EDIȚIA A XXV-A